# Giuseppe Orlando (scultore)
Giuseppe Orlando (fl. XVIII secolo) è stato uno scultore italiano, di ambito catanese, è attivo nella città etnea intorno alla metà del Settecento.

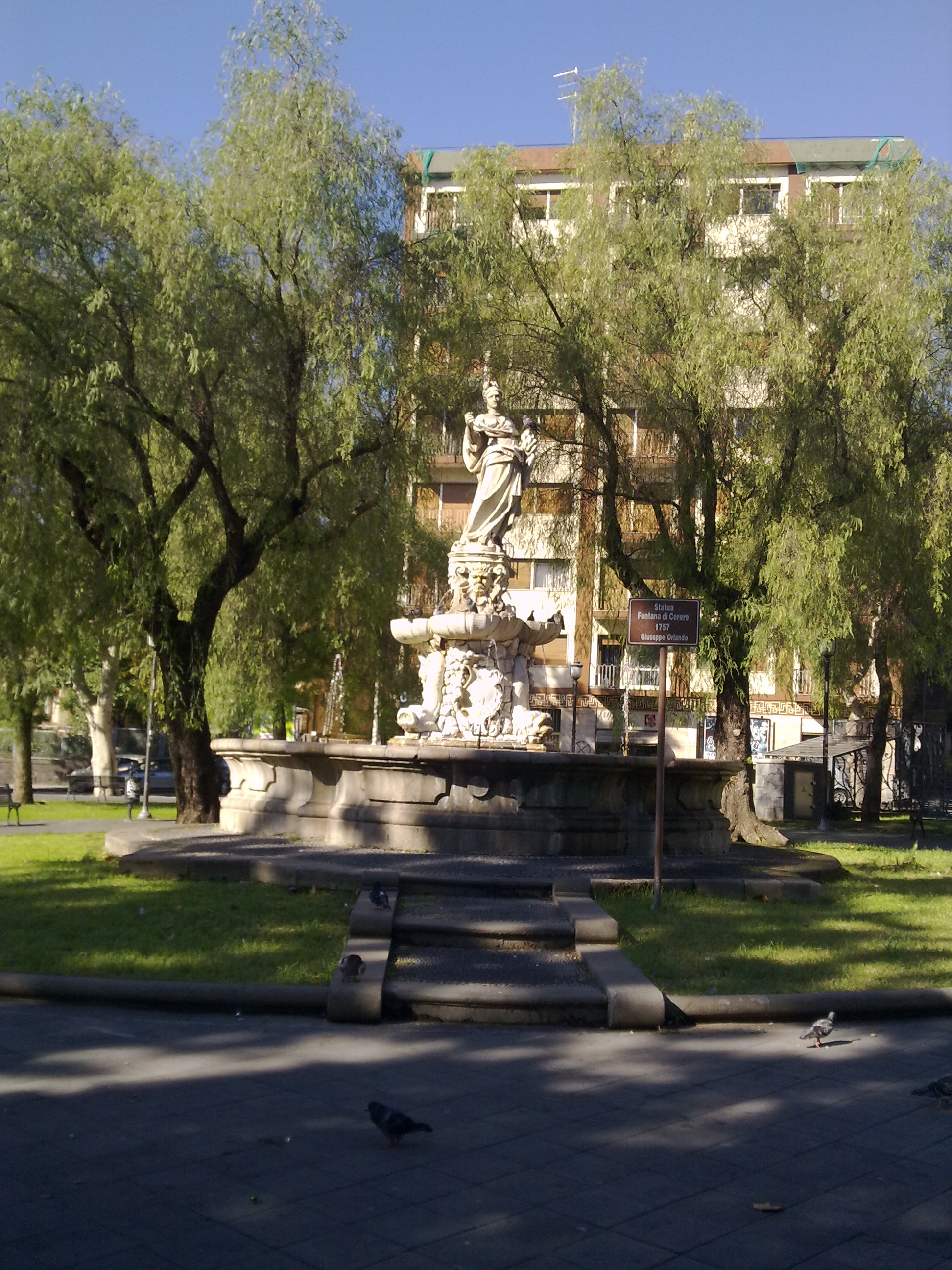
La Fontana di Cerere, il suo lavoro più noto.

A Catania l'opera più famosa dello scultore è la statua di Cerere oggi collocata nell'omonima fontana in piazza Borgo. Ma ciò che suscita qualche perplessità è l’esistenza a Catania di una seconda copia della stessa statua. Infatti secondo lo studio condotto da Luigi Sarullo su Giuseppe Orlando si riporta la notizia che la fontana di Cerere, commissionata da Antonino Buscemi, viene realizzata su bozzetto dello stesso artista nel 1757 probabilmente riprendendo un modello del Bernini. Ma la ricerca condotta sulla storia del Palazzo dell’Università di Catania ha portato in luce un documento che testimonia che il 16 aprile del 1756 furono pagate 20 onze a Giuseppe Battista in acconto:
.
Inoltre la presenza della fontana della dea Cerere in piazza Università è chiaramente documentata nel'incisione di Antonio Zacco, pubblicata da Vito Coco nel 1780. Il documento citato permette una serie di riflessioni: per prima esclude ciò che la leggenda locale racconta, ossia l’esistenza una statua di epoca raffigurante la dea Pallade recuperata dopo il terremoto del 1693 dall’antico Piano della Fera Lunare e raccoltata di fronte al nuovo Palazzo dell’Almo Studio, Piano della Fera Nova.
Ma, se la presenza della dea Cerere è comprensibile come espressione del Piano della Fera Nova, il piano del mercato, che allora coincideva con piazza Università, meno comprensibile e la collocazione di Cerere nel "lontano" piano del Borgo. La storia di questa città spiega la presenza in Piazza Borgo della fontana di Cerere. All'inizio dell'Ottocento, il piano della Fera Nova viene denominato Piano delli Studi e il tradizionale mercato è costretto a svolgersi in prossimità della porta di Aci, oggi piazza Stesicoro. In quel contesto, la fontana viene trasferita in Piazza Borgo e nella parte orientale del piano degli Studi e il tradizionale mercato è costretto a svolgersi in prossimità della porta di Aci, oggi piazza Stesicoro. In quel contesto, la fontana viene trasferita in Piazza Borgo e nella parte orientale del piano degli Studi fronte al Palazzo San Giuliano, viene collocata nuova statua, opera di Antonio Calì, raffigurante Francesco I. Il racconto locale, dunque, lascia intendere l'esistenza di un'unica statua di Cerere, traslata nel tempo per scelta degli amministratori.

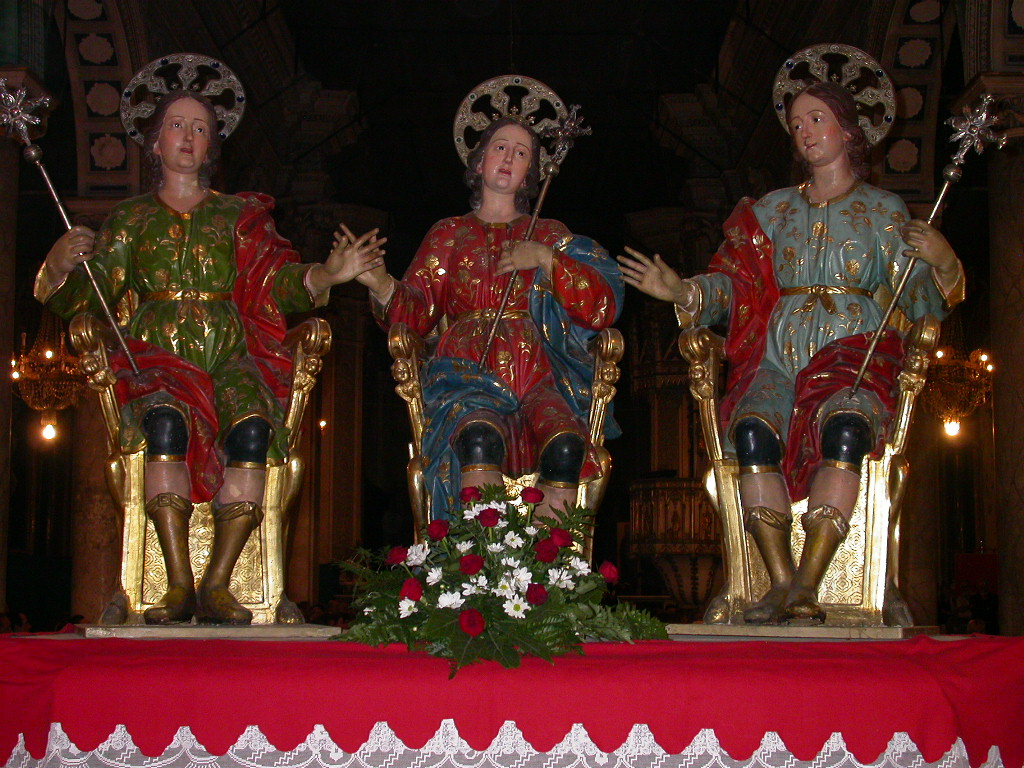
Fratelli Martiri a Lentini.

Altre opere di Giuseppe Orlando sono i puttini, che ornano l'organo di Donato del Piano nella chiesa di San Nicolò l'Arena, e alcuni altari nel e Bonaventura, Mario Biondo, Giuseppe Viola e Tommaso Privitera.

A Trecastagni Giuseppe Orlando scolpisce le statue dei Santi Alfio, Filadelfo e Cirino.
Giuseppe Orlando ha realizzato il basamento della fontana, ma la statua, e l'intera opera, è attribuita oggi a Giovan Battista Marino; Orlando era suocero di lui. Progettata per Piazza Università, la fontana si trova oggi collocata in Piazza Borgo.